# Circonscription électorale de Huesca
Ne doit pas être confondu avec Circonscription autonomique de Huesca.
La circonscription électorale de Huesca est l'une des cinquante-deux circonscriptions électorales espagnoles utilisées comme divisions électorales pour les élections générales espagnoles.
Elle correspond géographiquement à la province de Huesca.

## Historique
Elle est instaurée en 1977 par la loi pour la réforme politique puis confirmée avec la promulgation de la Constitution espagnole qui précise à l'article 68 alinéa 2 que chaque province constitue une circonscription électorale.

## Congrès des députés

### Synthèse
|             |       | 1977 | 1979 | 1982 | 1986 | 1989 | 1993 | 1996 | 2000 | 2004 | 2008 | 2011 | 2015 | 2016 | 04/19 | 11/19 | 2023 |
| ----------- | ----- | ---- | ---- | ---- | ---- | ---- | ---- | ---- | ---- | ---- | ---- | ---- | ---- | ---- | ----- | ----- | ---- |
| UCD         |       | 2    | 2    |      |      |      |      |      |      |      |      |      |      |      |       |       |      |
| AP & alliés |       |      |      | 1    | 1    |      |      |      |      |      |      |      |      |      |       |       |      |
| PSOE        |       | 1    | 1    | 2    | 2    | 2    | 2    | 1    | 1    | 2    | 2    | 1    | 1    | 1    | 1     | 2     | 1    |
| PP          |       |      |      |      |      | 1    | 1    | 2    | 2    | 1    | 1    | 2    | 1    | 1    | 1     | 1     | 2    |
| Podemos     |       |      |      |      |      |      |      |      |      |      |      |      | 1    | 1    |       |       |      |
| Cs          |       |      |      |      |      |      |      |      |      |      |      |      |      |      | 1     |       |      |
|             |       |      |      |      |      |      |      |      |      |      |      |      |      |      |       |       |      |
| Total       | Total | 3    | 3    | 3    | 3    | 3    | 3    | 3    | 3    | 3    | 3    | 3    | 3    | 3    | 3     | 3     | 3    |

### 1977
| Parti | Parti | Députés                                      |
| ----- | ----- | -------------------------------------------- |
| UCD   |       | León Buil Giral, Joaquín Ignacio Tejera Miró |
| PSOE  |       | Jaime Gaspar Auria                           |

### 1979
| Parti | Parti | Députés                                      |
| ----- | ----- | -------------------------------------------- |
| UCD   |       | León Buil Giral, Sebastián Martín-Retortillo |
| PSOE  |       | Santiago Marraco Solana                      |

### 1982
| Parti  | Parti | Députés                                         |
| ------ | ----- | ----------------------------------------------- |
| PSOE   |       | José Luis Sánchez Sáez, Santiago Marraco Solana |
| AP-PDP |       | Joaquín Sisó Cruellas                           |

- Santiago Marraco Solana est remplacé en juin 1983 par Diego Díaz Pozas.

### 1986
| Parti | Parti | Députés                         |
| ----- | ----- | ------------------------------- |
| PSOE  |       | Víctor Morlán, Diego Díaz Pozas |
| CP    |       | Joaquín Sisó Cruellas           |

- Joaquín Siso Cruellas est remplacé en juillet 1989 par Fernando Monter González.

### 1989
| Parti | Parti | Députés                         |
| ----- | ----- | ------------------------------- |
| PSOE  |       | Víctor Morlán, Diego Díaz Pozas |
| PP    |       | César Villalón Rico             |

### 1993
| Parti | Parti | Députés                            |
| ----- | ----- | ---------------------------------- |
| PSOE  |       | Víctor Morlán, María Pellicer Raso |
| PP    |       | César Villalón Rico                |

### 1996
| Parti | Parti | Députés                                     |
| ----- | ----- | ------------------------------------------- |
| PP    |       | Ángel Pintado Barbanoj, César Villalón Rico |
| PSOE  |       | Víctor Morlán                               |

### 2000
| Parti  | Parti | Députés                                 |
| ------ | ----- | --------------------------------------- |
| PP-PAR |       | Luis Acín Boned, Ángel Pintado Barbanoj |
| PSOE   |       | Víctor Morlán                           |

- Luis Acín Boned est remplacé en avril 2003 par Ramón Miguel Quintilla Salamero.

### 2004
| Parti | Parti | Députés                                      |
| ----- | ----- | -------------------------------------------- |
| PSOE  |       | Víctor Morlán, María Teresa Villagrasa Pérez |
| PP    |       | Ángel Pintado Barbanoj                       |

- Víctor Morlán est remplacé en mai 2004 par José María Becana Sanahuja.

### 2008
| Parti | Parti | Députés                           |
| ----- | ----- | --------------------------------- |
| PSOE  |       | Víctor Morlán, Marta Gastón Menal |
| PP    |       | Ángel Pintado Barbanoj            |

- Víctor Morlán (PSOE) est remplacé en avril 2008 par María Teresa Villagrasa Pérez.

### 2011
| Parti | Parti | Députés                                          |
| ----- | ----- | ------------------------------------------------ |
| PP    |       | María Blanca Puyuelo del Val, Manuel Mora Bernat |
| PSOE  |       | Víctor Morlán                                    |

### 2015
| Parti | Parti | Députés         |
| ----- | ----- | --------------- |
| PP    |       | Ana Alós        |
| PSOE  |       | Gonzalo Palacín |
| Equo  |       | Jorge Luis Baíl |

### 2016
| Parti | Parti | Députés         |
| ----- | ----- | --------------- |
| PP    |       | Ana Alós        |
| PSOE  |       | Gonzalo Palacín |
| UP    |       | Jorge Luis Baíl |

### Avril 2019
| Parti | Parti | Députés                   |
| ----- | ----- | ------------------------- |
| PSOE  |       | Begoña Nasarre            |
| PP    |       | Mario Garcés Sanagustín   |
| Cs    |       | Lourdes Guillén Figuerola |

### Novembre 2019
| Parti | Parti | Députés                                |
| ----- | ----- | -------------------------------------- |
| PSOE  |       | Begoña Nasarre, Alfredo Sancho Guardia |
| PP    |       | Mario Garcés Sanagustín                |

### 2023
| Parti | Parti | Députés                           |
| ----- | ----- | --------------------------------- |
| PP    |       | Ana Alós, Javier José Folch Blanc |
| PSOE  |       | Begoña Nasarre                    |

## Sénat

### Synthèse
|             |       | 1977 | 1979 | 1982 | 1986 | 1989 | 1993 | 1996 | 2000 | 2004 | 2008 | 2011 | 2015 | 2016 | 04/19 | 11/19 | 2023 |
| ----------- | ----- | ---- | ---- | ---- | ---- | ---- | ---- | ---- | ---- | ---- | ---- | ---- | ---- | ---- | ----- | ----- | ---- |
| UCD         |       | 3    | 3    |      |      |      |      |      |      |      |      |      |      |      |       |       |      |
| AP & alliés |       |      |      | 1    | 1    |      |      |      |      |      |      |      |      |      |       |       |      |
| PSOE        |       | 1    | 1    | 3    | 3    | 3    | 3    | 1    | 1    | 3    | 3    | 1    | 1    | 1    | 3     | 3     | 1    |
| PP          |       |      |      |      |      | 1    | 1    | 3    | 3    | 1    | 1    | 3    | 3    | 3    | 1     | 1     | 3    |
|             |       |      |      |      |      |      |      |      |      |      |      |      |      |      |       |       |      |
| Total       | Total | 4    | 4    | 4    | 4    | 4    | 4    | 4    | 4    | 4    | 4    | 4    | 4    | 4    | 4     | 4     | 4    |

### 1977
| Parti | Parti | Sénateurs                                                                               |
| ----- | ----- | --------------------------------------------------------------------------------------- |
| UCD   |       | Alberto Ballarín Marcial, César Augusto Escribano de Gordo, José Antonio Escudero López |
| PSOE  |       | Fernando Baeza Martos                                                                   |

### 1979
| Parti | Parti | Sénateurs                                                           |
| ----- | ----- | ------------------------------------------------------------------- |
| UCD   |       | Alberto Ballarín Marcial, Manuel Fábregas Giné, Manuel Tisaire Buil |
| PSOE  |       | Fernando Baeza Martos                                               |

### 1982
| Parti  | Parti | Sénateurs                                                                |
| ------ | ----- | ------------------------------------------------------------------------ |
| PSOE   |       | Ernesto Ramón Baringo Jordán, Fernando Elboj Broto, Mateo Sierra Bardají |
| AP-PDP |       | Rodolfo Ainsa Escartín                                                   |

### 1986
| Parti | Parti | Sénateurs                                                                              |
| ----- | ----- | -------------------------------------------------------------------------------------- |
| PSOE  |       | Ernesto Ramón Baringo Jordán, Fernando Elboj Broto, Francisco Jordán de Urriés Senante |
| CP    |       | Antonio Fajarnés Montaner                                                              |

### 1989
| Parti | Parti | Sénateurs                                                             |
| ----- | ----- | --------------------------------------------------------------------- |
| PSOE  |       | Flor Ardanuy Costa, Bernardo Bayona Aznar, Juan José Rodríguez Torres |
| PP    |       | Rodolfo Ainsa Escartín                                                |

### 1993
| Parti | Parti | Sénateurs                                                                         |
| ----- | ----- | --------------------------------------------------------------------------------- |
| PSOE  |       | Gonzalo Arguilé Laguarta, Juan José Rodríguez Torres, María Begoña Sancho Antonio |
| PP    |       | Rodolfo Ainsa Escartín                                                            |

### 1996
| Parti  | Parti | Sénateurs                                                        |
| ------ | ----- | ---------------------------------------------------------------- |
| PP-PAR |       | Rodolfo Ainsa Escartín, Luis Estaún García, Pascual Rabal Pétriz |
| PSOE   |       | Juan José Rodríguez Torres                                       |

### 2000
| Parti | Parti | Sénateurs                                                                     |
| ----- | ----- | ----------------------------------------------------------------------------- |
| PP    |       | Rodolfo Ainsa Escartín, José Luis Escutia Dotti, Ana Isabel Lasheras Meavilla |
| PSOE  |       | Juan José Rodríguez Torres                                                    |

### 2004
| Parti | Parti | Sénateurs                                                                  |
| ----- | ----- | -------------------------------------------------------------------------- |
| PSOE  |       | Pedro Santorromán Lacambra, Marta Gastón Menal, Juan José Rodríguez Torres |
| PP    |       | Rodolfo Ainsa Escartín                                                     |

- Pedro Santorromán Lacambra, mort en fonctions le 21 mai 2005, est remplacé par Carlos Javier Iglesias Estaún.

### 2008
| Parti | Parti | Sénateurs                                                                 |
| ----- | ----- | ------------------------------------------------------------------------- |
| PSOE  |       | José María Becana Sanahúja, Fernando Elboj Broto, Margarita Périz Peralta |
| PP    |       | Roberto Bermúdez de Castro                                                |

- Roberto Bermúdez de Castro (PP) est remplacé en juillet 2011 par María Blanca Puyuelo del Val.

### 2011
| Parti  | Parti | Sénateurs                                                                                     |
| ------ | ----- | --------------------------------------------------------------------------------------------- |
| PP-PAR |       | Antonio Ignacio Romero Santolaria, María Jesús Ascensión Burró Ferrer, Ángel Pintado Barbanoj |
| PSOE   |       | José María Becana Sanahuja                                                                    |

- María Burró, morte en fonctions le 18 mai 2013, est remplacé par Belén Ibarz.

### 2015
| Parti  | Parti | Sénateurs                                                                |
| ------ | ----- | ------------------------------------------------------------------------ |
| PP-PAR |       | Antonio Ignacio Romero Santolaria, Belén Ibarz, Antonio Villacampa Duque |
| PSOE   |       | Begoña Nasarre                                                           |

### 2016
| Parti  | Parti | Sénateurs                                                                |
| ------ | ----- | ------------------------------------------------------------------------ |
| PP-PAR |       | Antonio Ignacio Romero Santolaria, Belén Ibarz, Antonio Villacampa Duque |
| PSOE   |       | Begoña Nasarre                                                           |

### Avril 2019
| Parti | Parti | Sénateurs                                                                   |
| ----- | ----- | --------------------------------------------------------------------------- |
| PSOE  |       | Antonio José Cosculluela Bergua, Rosa María Serrano Sierra, Gonzalo Palacín |
| PP    |       | Ana Alós                                                                    |

### Novembre 2019
| Parti | Parti | Sénateurs                                                                   |
| ----- | ----- | --------------------------------------------------------------------------- |
| PSOE  |       | Antonio José Cosculluela Bergua, Rosa María Serrano Sierra, Gonzalo Palacín |
| PP    |       | Ana Alós                                                                    |

- Rosa Serrano (PSOE) est remplacée en juillet 2021 par Rubén Marcos Villacampa Arilla.

### 2023
| Parti | Parti | Sénateurs                                                             |
| ----- | ----- | --------------------------------------------------------------------- |
| PP    |       | Melania Mur Sangrá, Javier Campoy Monreal, Ana María Beltrán Villalba |
| PSOE  |       | Rosa María Serrano Sierra                                             |